# Valderrueda
Valderrueda is een gemeente in de Spaanse provincie León in de regio Castilië en León met een oppervlakte van 160,78 km². Valderrueda telt 909 inwoners (1 januari 2016).